# Upplands runinskrifter 929
Upplands runinskrifter 929 är en runsten som nu är placerad utanför Uppsala domkyrka i Uppsala socken och Uppsala kommun i Uppland.

## Stenen
Stenen vars ursprungliga plats är okänd togs fram i samband med en restaurering 1975 i Uppsala domkyrka. Den låg då i golvet vid Jagellonska gravkoret.
Ornamentiken går i Urnesstil och inskriften som börjar nere till vänster läses uppåt. Den nedersta högra delen är skadad, likaså runorna i textens slut.

## Inskriften
Runor: ᛁᚼᚱᛆ__ᚱᛁᛏᛆ᛫ᛋᛏᛅᚿ᛫ᛅᚠᛏᛁᛦ᛫ᚢᛁᚼᛆ᛫ᚠᛆᚦᚢ ᛋᛁᚿ᛫ᛁᚴᚢᛚᚠ᛫ᚱ?ᛁᛋᛏᛁ᛫ᚱᚢᚿ
Translitterering av runraden:
...ihraʀ [· lit ·] rita · sten eftiʀ uiha · faþu si·n ikulf·r riisti · runʀ
Normalisering till runsvenska:
''...ihraʀ let retta stæin æftiʀ Viga, faður sinn. Ingulfʀ risti runaʀ.
Översättning till nusvenska:
... lät uppresa stenen efter Vige, sin fader. Ingulv ristade runorna.